# 山崎真花
山崎 真花（やまさき まはな、1月30日 - ）は、日本の女性声優。千葉県出身。青二プロダクション所属。

## 来歴
駒澤大学グローバル・メディア・スタディーズ学部卒業。在学時に「ミス駒澤コンテスト2020」の準グランプリに選ばれる。
アニメ『進撃の巨人』を観て、アルミン・アルレルト役を演じる井上麻里奈の声と演技に感銘を受け、声優を志す。
2023年、『ちびまる子ちゃん』の飼い主妹役で声優デビュー。
翌2024年4月より、ABEMATV 「SHIBUYA ANIME BASE」のナレーションを担当する。
同年7月より、『めざましどようび』内で放送のサンリオ原作アニメ『JOCHUM』、もこ役で初レギュラー出演を果たす。
同年7月27日、Xアカウントを開設。

## 人物
資格・免許は実用英語技能検定2級。
趣味は愛犬との散歩、カフェ巡り。
特技は韓国語。

## 出演

### テレビアニメ
2023年
- ちびまる子ちゃん（飼い主妹）

2024年
- ONE PIECE（2024年 - 2025年、子供、女の子、女性客）
- JOCHUM（もこ）
- 5億年ボタン【公式】〜菅原そうたのショートショート〜（AIのエモくん）
- ダンダダン（女子A）

2025年
- 片田舎のおっさん、剣聖になる（子供）
- ヴィジランテ-僕のヒーローアカデミア ILLEGALS-（市民）
- ばっどがーる（女子高校生）

### 劇場アニメ
- きみの色（2024年、女子生徒達）

### ゲーム
- けものフレンズ3（2025年、シロフクロウ[9]）

### ナレーション
- ABEMA 「SHIBUYA ANIME BASE」（ABEMA、2024年4月19日 - ）
- 日向坂46時間TV（YouTube）
- 本日開店！スクエニ模型店（YouTube、2025年5月14日）

### ボイスオーバー
- 中居正広の金曜日のスマイルたちへ
- FNS27時間テレビ　ナゾトレ川柳
- バズマンTV
- 千鳥の鬼レンチャン
- 人生で一番長かった日
- クリエイタードラゴン文字メンタリー～勝手にオーディオブック～

### ボイスコミック
- ウマ娘「ピスピス☆スピスピ ゴルシちゃん」（子供たち）

### ボイスドラマ
- 極限夫婦（玉川杏子）
- 天才てれびくん ジオ物語（ギー）

### その他
- 青山二丁目劇場『変な善次とグレた輝美～現代の大人のための童話～』岸川輝美(2025年5月5日)

### 初出話一覧
1. ↑  第1412話初出
2. ↑  第1090話初出
3. ↑  第1092話初出
4. ↑  第1136話初出
5. ↑  第3話初出
6. ↑  第13話初出
7. ↑  第12話初出
8. 1 2  第1話初出